# Ugolino da Belluno
Ugolino da Belluno, al secolo Silvio Alessandri (Belluno, 15 dicembre 1919 – Roma, 24 maggio 2002), è stato un religioso, pittore e scultore italiano.

## Biografia
Proveniente dal Veneto, nel 1936 entrò come novizio nell'ordine dei Frati Cappuccini di Roma. Studiò teologia e filosofia e nel 1943 fu ordinato sacerdote. 
Dal 1945 al 1947 studiò all'Istituto d'arte e dal 1948 al 1950, studiò presso la Scuola d'Arti Ornamentali dove si specializzò nelle tecniche di affresco, acquaforte e xilografia. Dal 1951 al 1962 frequentò gli artisti Giorgio de Chirico e Gino Severini, e da quest'ultimo apprese l'arte del mosaico.
Nei primi anni sessanta ebbe inizio la sua attività di frate-pittore, eseguendo molte decorazioni di chiese e di altri edifici sia in Italia che all'estero, nonché con la partecipazione a numerose esposizioni. 
Tra le sue più importanti opere vi furono le decorazioni a mosaico e graffito, una tecnica questa di particolare interesse, che ha applicato nel 1972 per la realizzazione dell'imponente opera decorativa dell'abside e dell'arco trionfale della Parrocchia di Santa Maria Assunta a Rocca Priora; realizzati tra gli anni ottanta e novanta all'interno della Chiesa di Regina Pacis di Fiuggi, della Cattedrale di Santa Maria della Marina di San Benedetto del Tronto, della Chiesa di San Francesco all'Annunziata di Paternò, della Chiesa di San Ponziano a Roma, del Santuario della Madonna della Salute di Legnago, della Chiesa della Madonna di Loreto a Leonessa, del Santuario di San Gabriele dell'Addolorata a Isola del Gran Sasso, della Madonna di Pompei a Catanzaro, della chiesa di Santa Emerenziana a Roma, e di molte altre.
Un suo mosaico dedicato a Maria Assunta in Cielo fra un coro di angeli si trova nella parrocchia SS. Roberto e Biagio a Camigliatello Silano, in provincia di Cosenza. Di notevole importanza è un esteso ed elaborato ciclo policromo di graffiti su affresco, che si può ammirare a Barletta, nel Santuario dell'Immacolata Concezione (Barletta)- meglio nota come "Chiesa dei Monaci".